# Diego Ruiz (football)
Pour les articles homonymes, voir Ruiz et Diego Ruiz.
Diego Ruiz est un footballeur argentin né le 19 décembre 1980 à San Miguel de Tucumán.